# Dvorec (Nepomuk)
Dvorec je severovýchodní část města Nepomuk v okrese Plzeň-jih v Plzeňském kraji. Tvoří ji dvě historické osady: Dvorec a Železná Huť a dále mladší zástavba z 20. století, které vyrostla mezi nimi. Dvorec je také název katastrální území o rozloze 2,32 km². K územnímu růstu obce přispěla zejména existence vlakového nádraží Nepomuk, zřízeného roku 1868 právě na dvoreckém katastru nedaleko knížecích železáren.
Dvorcem prochází silnice II/191 a železniční trať Plzeň – České Budějovice, na které je zřízena stanice Nepomuk. Odbočuje zde regionální dráha do Blatné.

## Historie
První písemná zmínka o vesnici pochází z roku 1552.
Vesnice vznikla zřejmě v první polovině 16. století na místě zaniklého dvorce, snad cisterciácké grangie. Tomu by napovídalo i to, že v 17. století zde bylo jen šest selských gruntů. Nejpozději v 17. století byly na soutoku Úslavy a Myslívského potoka v provozu panské železárny, u nichž vznikla dělnická osada Železná Huť. Železárny prošly přestavbou ve druhé polovině 18. století a dalšími úpravami v první polovině 19. století. Jejich provoz byl ukončen v osmdesátých letech 19. století. Dále v jejich areálu fungovala olejna a mlýn. V osadě Železná Huť bylo v provozu několik, zejména kovozpracujících, dílen i velký zájezdní hostinec.
Další rozvoj vesnice souvisí se vznikem vlakového nádraží Nepomuk, zřízeného roku 1868 nedaleko knížecích železáren. U nádraží vyrostly dva hostince, dílny, sklady i obytné domy. V průběhu 20. století se zástavba rozšiřovala, až spojila obě osady, které tvořily ale vždy jednu politickou obec. Ta se jmenovala původně Dvorec, ve třicátých letech 20. století Železná Huť a po roce 1945 opět Dvorec.

## Obyvatelstvo
| Rok            | 1869 | 1880 | 1890 | 1900 | 1910 | 1921 | 1930 | 1950 | 1961 | 1970 | 1980 | 1991 | 2001 | 2011 | 2021 |
| -------------- | ---- | ---- | ---- | ---- | ---- | ---- | ---- | ---- | ---- | ---- | ---- | ---- | ---- | ---- | ---- |
| Počet obyvatel | 433  | 481  | 453  | 464  | 520  | 550  | 709  | 735  | 802  | 808  | 893  | 890  | 806  | 794  | 785  |
| Počet domů     | 62   | 65   | 67   | 70   | 77   | 84   | 125  | 166  | 166  | 195  | 227  | 260  | 271  | 286  | 288  |

## Obecní správa
Při sčítání lidu v letech 1850–1959 Dvorec byl samostatnou obcí, se kterým patřil nejprve do okresu Přeštice, ale v roce 1950 v okrese Blovice. Od roku 1960 je částí města Nepomuk v okrese Plzeň-jih.

## Pamětihodnosti
- Socha svaté Barbory
- Kaplička svaté Barbory
- Zelenohorská železárna a olejna v Huti s šichmistrovským domem
- Klasicistní Hostinec pod Štedrým
- Novorenesanční Vätrova vila
- Kaplička ve Dvorci
- Areál nádraží s bývalým zájezdním hostincem a výtopnou
- Drážní vodárna u řeky Úslavy
- Křížek u Křížku

## Rodáci
- Karel Šlouf (1917–1980), zbrojíř a pilot 312. československé stíhací perutě RAF[8]
- Václav Šlouf (1911–1976), pilot 312. a 313. československé stíhací perutě RAF

## Galerie

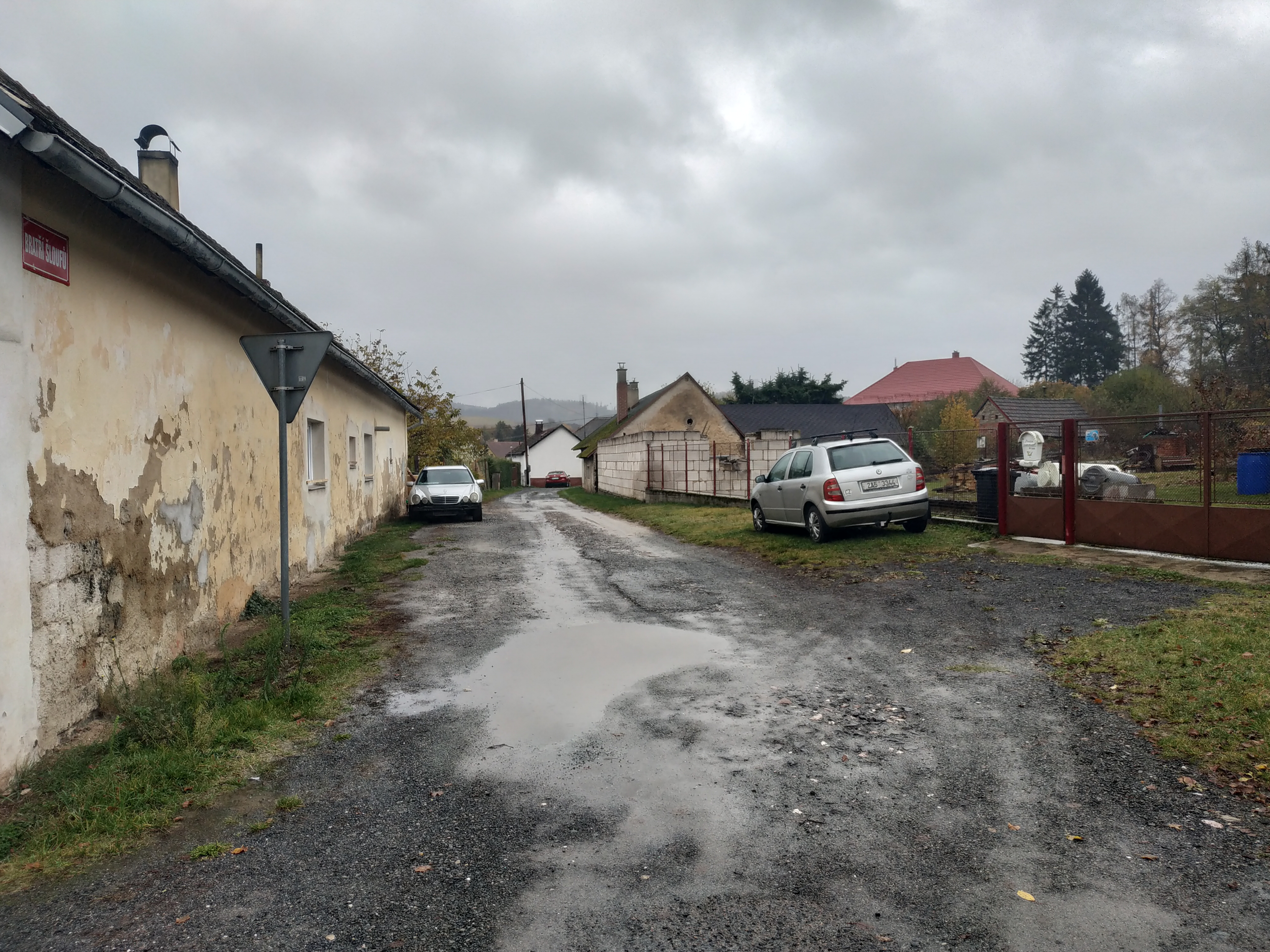
Ulice Bratří Šloufů
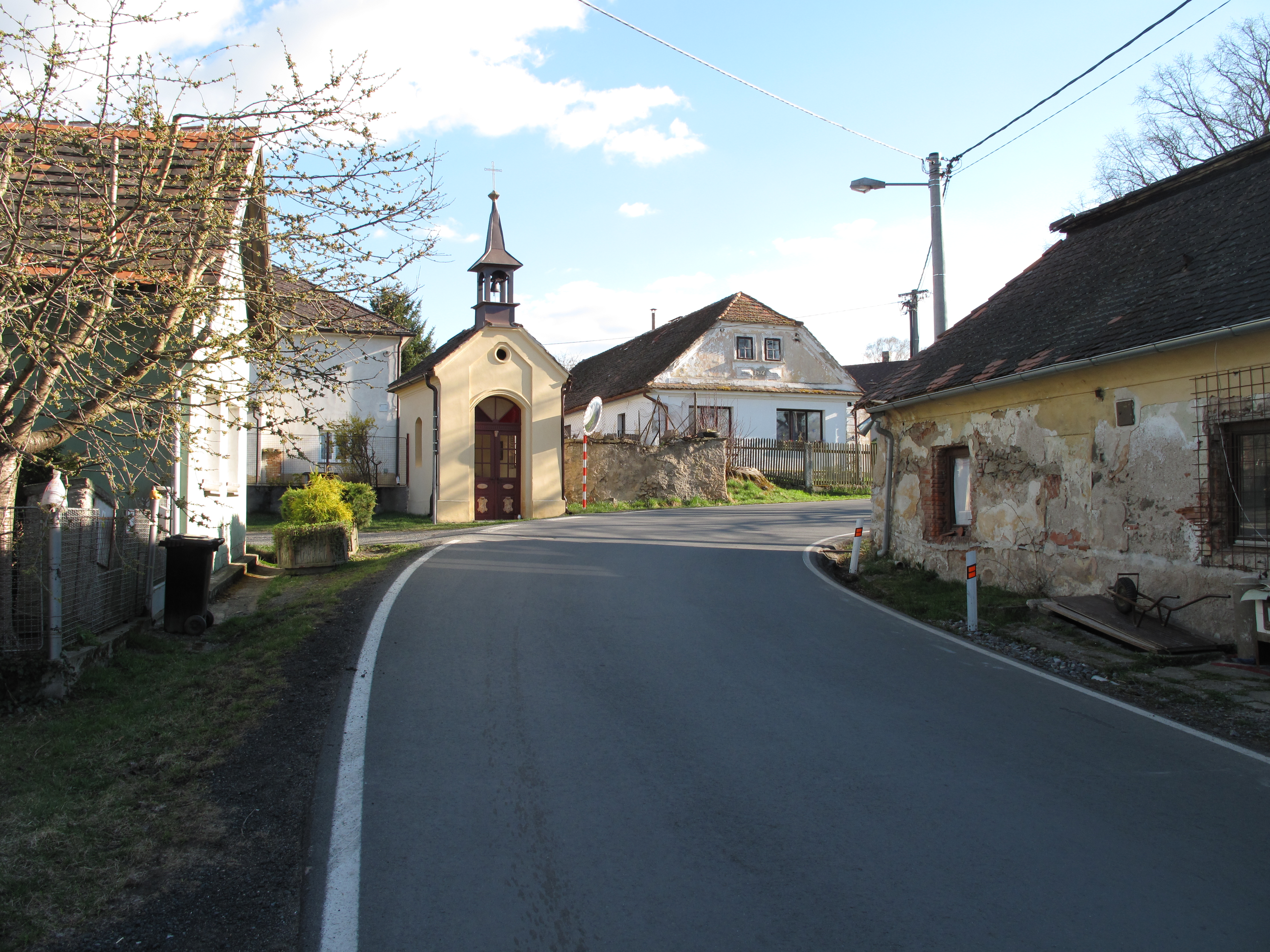
Kaplička svaté Barbory a domy v bývalé huti
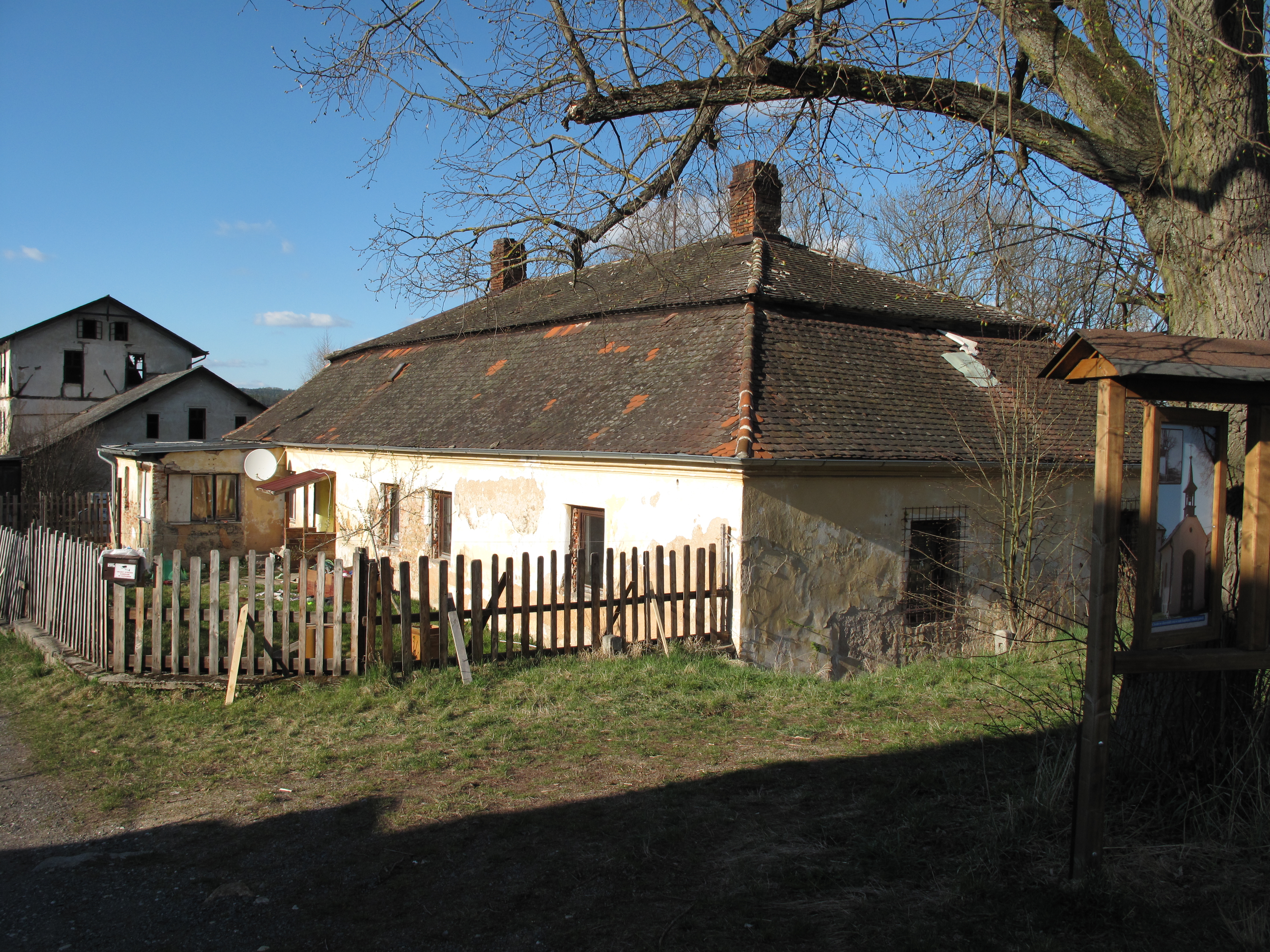
Šichmistrovský dům s mansardovou střechou
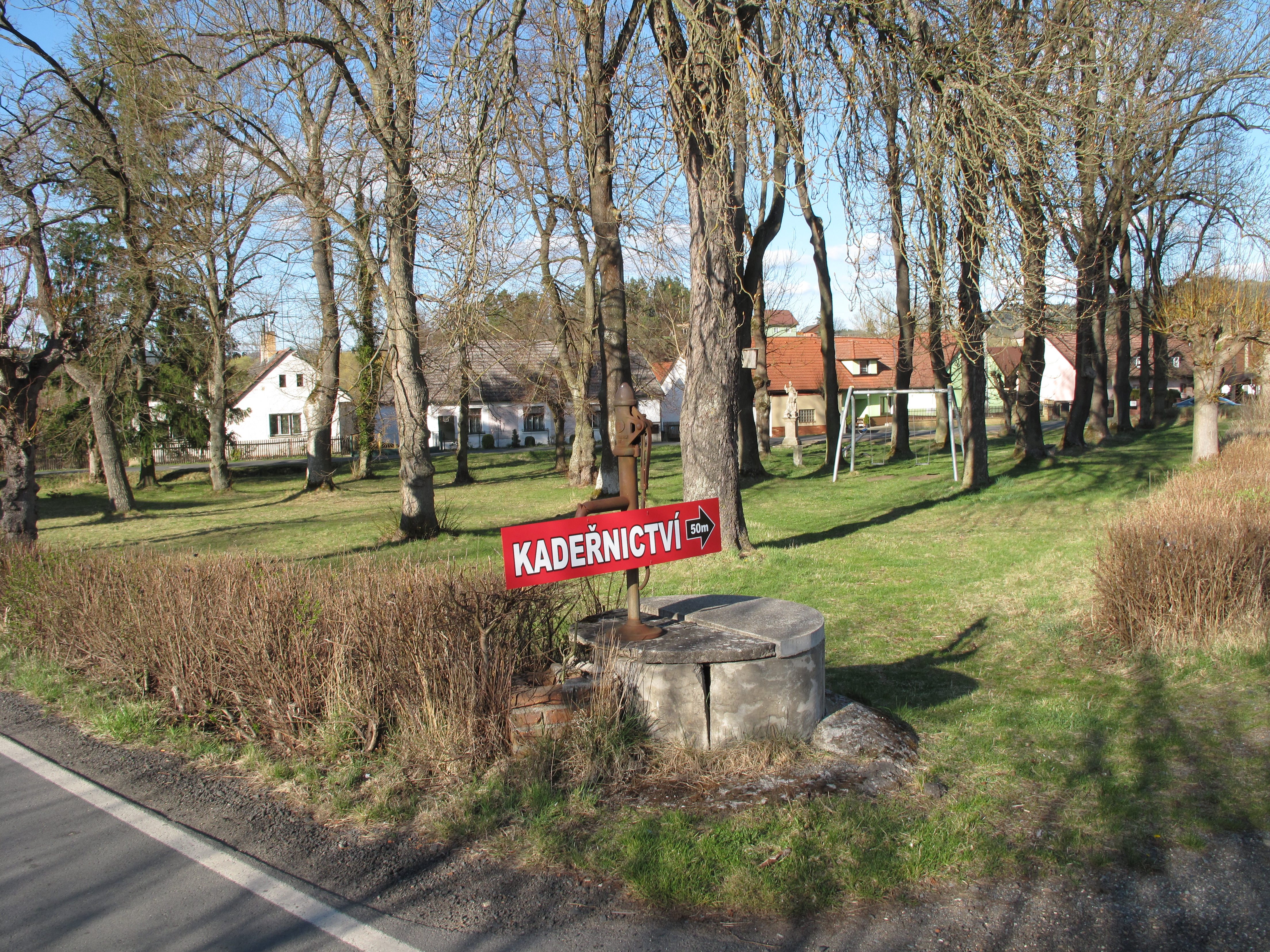
Park na huťské návsi
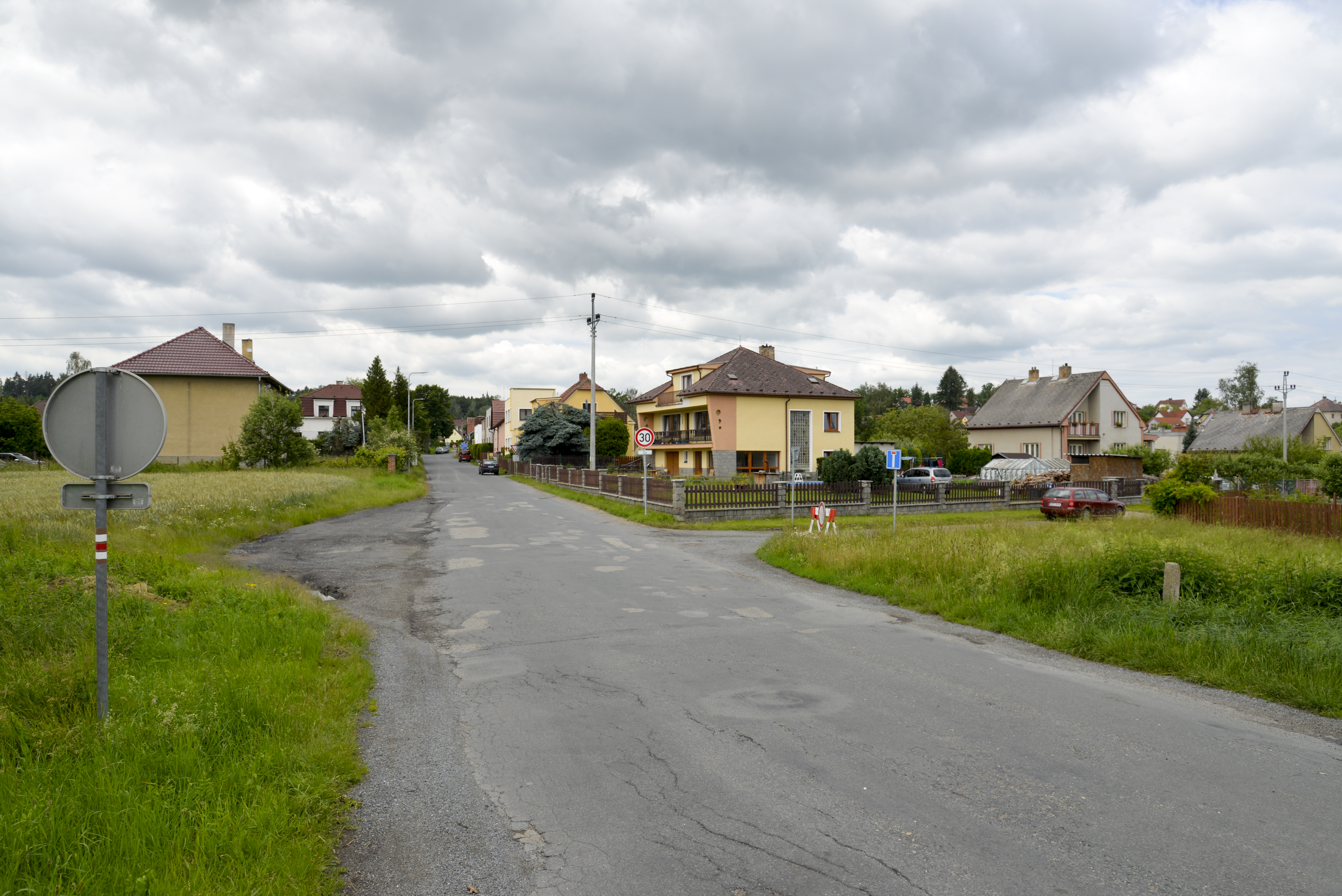
Novější zástavba